# Luis Donaldo Colosio
Luis Donaldo Colosio Murrieta (Magdalena de Kino, 10 febbraio 1950 – Tijuana, 23 marzo 1994) è stato un politico ed economista messicano. Membro del Partito Rivoluzionario Istituzionale (PRI) ricoprì le cariche di, deputato, senatore, presidente del partito e Segretario (Ministro) per lo Sviluppo Sociale del Messico. Si candidò alla Presidenza del Messico per il PRI alle elezioni del 1994, fu assassinato prima di portare a termine la campagna.

## Inizi e carriera politica
Figlio di Luis Colosio Fernández e di Armida Ofelia Murrieta, nel 1967 inizia i suoi studi presso l’Istituto Tecnologico e di Studi Superiori di Monterrey, ottenendo il dottorato in economia nel 1972. Successivamente, tra il 1975 e il 1976, frequenta corsi riguardo allo sviluppo rurale e all’economia urbana, presso l’Università della Pennsylvania; nel 1979 lavora come ricercatore presso l’IIASA in Austria. Nel 1980 ricopre il ruolo di professore di economia presso l’Università´del Messico a Monterrey, l'Università nazionale autonoma del Messico e l’Università di Anàhuac, in quest’ultimo istituto conosce Diana Laura Riojas Reyes, con la quale si sposa nel 1982, dal matrimonio nascono due figli, Luis Donaldo (1985) e Mariana (1993).
Entra a far parte del PRI nel 1979, eletto deputato nel 1985 e successivamente senatore nel 1988. È presidente nazionale del PRI dal 1988 al 1992. 
Durante la sua gestione, il PRI riconosce per la prima volta una sconfitta in un’elezione governativa, nello specifico quella dello stato della Bassa California nel 1989, ad essere eletto è Ernesto Ruffo Appel, candidato del Partito Azione Nazionale, che diviene così il primo governatore non priista nella storia del Messico.
Chiamato dal presidente Carlos Salinas de Gortari entra a far parte del consiglio presidenziale il 13 aprile 1992, con il ruolo di segretario per lo sviluppo sociale, sostituendo il candidato alla presidenza dello stato di Veracruz, Patricio Chirinos Calero. 
Colosio partecipa attivamente alla campagna per la successione presidenziale di Salinas contro due agguerriti concorrenti: Pedro Aspe Armelia, ministro delle Finanze e Manuele Camacho Solís, capo del Dipartimento Federale, quest’ultimo romperà la regola non scritta, riguardo alla successione presidenziale in Messico, negando appoggio pubblico a Colosio, la cui candidatura a Presidente della Repubblica sarà posticipata al 28 Novembre del 1993.

## Discorso del 6 Marzo 1994
Il discorso pronunciato da Colosio, di fronte al Monumento della Rivoluzione Messicana a Città del Messico il 6 marzo 1994, in occasione dell’anniversario del PRI, è considerato come il momento di rottura con l’allora Presidente Carlos Salinas de Gortari e una riconsiderazione della politica neoliberale. Il messaggio di Colosio parla di un Messico oltraggiato e in crisi, con fame e con profonde differenze sociali, ma che ancora può sperare in un cambio. Nonostante Salinas avesse manifestato il suo apprezzamento per il discorso di Colosio, il giornale “El Norte” di Monterrey registrò le pressioni effettuate dal capo dell’ufficio presidenziale, Josè Maria Còrdoba Montaya, perché Colosio rinunciasse. Còrdoba smentì la versione del giornale e dopo l’assassinio di Colosio assunse un incarico presso la Banca Interamericana di Sviluppo con sede a Washington; Cordòba non fu mai indagato in seguito all’omicidio Colosio, nonostante sospetti legami con il narcotraffico. 

## L’assassinio
Dopo un inizio di campagna, condizionato dagli effetti dell’insurrezione del 1º gennaio del 1994 da parte dell’Esercito Zapatista di Liberazione Nazionale in Chiapas, Luis Donaldo Colosio Murrieta arrivò il 23 marzo dello stesso anno intorno alle 16:05, all’aeroporto della città di Tijuana nello stato della Bassa California. 
Il primo luogo visitato è la colonia popolare Lomas Taurinas, uno dei molti insediamenti irregolari presenti a Tijuana. In via “La Punta” dove si trovava una spianata inclinata, fu posizionato su di un camioncino un palco improvvisato. 
Quattromila persone si radunarono per ascoltare il candidato in merito a quello che fu definito “Atto di Unità per il Messico”, quattro oratori locali parlarono prima di Luis Donaldo Colosio, che chiuse l’evento con il suo discorso. 
Alle 17:08, Colosio scese dal palco e si diresse a piedi verso la sua macchina, circondato da una ristretta scorta personale.
Alle 17:12, dopo che Colosio aveva camminato per circa 300m lungo la spianata, un uomo superò il cerchio di sicurezza e puntò un revolver Taurus Calibro 38 vicino all’orecchio destro del candidato, facendo fuoco. 
Un secondo colpo, raggiunse Colosio all’addome, il candidato si accasciò a terra privo di sensi perdendo sangue dalla testa. Nella confusione più totale, le forze dell’ordine catturarono un uomo di circa 25 anni, di magra costituzione, con capelli ricci e scuri, vestito con jeans e una giacca nera. 
Le forze di sicurezza, trasportarono Colosio fino alla sua auto. Alle 17:20 il candidato entrò, completamente incosciente, nel reparto di terapia intensiva dell’Ospedale Generale di Tijuana. Alle ore 18:55 del 23 del 1994, dopo enormi sforzi da parte dei medici per salvargli la vita, Luis Donaldo Colosio, veniva dichiarato clinicamente morto.
Il presunto autore degli spari, identificato come Mario Aburto Martinez  23 anni, originario di Michoacán che viveva a Tijuana da quando aveva 8 anni, fu immediatamente arrestato da parte delle forze dell’ordine presenti sul luogo al momento dell’attentato e messo a disposizione delle autorità giudiziarie.  Mario Aburto sarà interrogato da Manlio Fabio Beltrones la notte dopo l’attentato; tuttavia, sin da subito si rincorsero le voci riguardo ad uno scambio di persona. L’uomo presentato alla stampa in un primo momento sembrava infatti essere di costituzione più robusta, con capelli più chiari e non portava i segni di ematomi in viso, presenti invece sul volto di Mario Aburto Martinez. 
Diverse versioni segnalano tentativi di depistaggio da parte dello Stato; tuttavia, la versione ufficiale riconosce in Aburto il solo colpevole per l’attentato.

## Dopo la morte
Mancando solo 4 mesi alle elezioni, il PRI si ritrovò con il problema di non avere un candidato che rispettasse i requisiti costituzionali per poter prendere parte alle elezioni. Infatti, secondo la costituzione messicana, nessun candidato può ricoprire cariche pubbliche nei 6 mesi precedenti alle elezioni. Questo rese inadatto qualsiasi membro della segreteria del partito, dove erano presenti la maggior parte dei potenziali sostituti. Tra i pochi candidati disponibili Carlos Salinas de Gortari, allora presidente uscente ed indicato da molti come l’ideatore dell’attentato, scelse Ernesto Zedillo, che aveva rinunciato al ruolo di Segretario della Pubblica Istruzione per coordinare la campagna di Colosio. Questo colpo di fortuna di Zedillo alimentò ulteriormente le voci di quello che in Messico fu ribattezzato “Dedazo presidenziale”, una maniera per definire un'elezione di un candidato tramite l’abuso di potere. 
Sei mesi dopo, il 28 settembre del 1994, il cognato di Salinas de Gortari, José Francisco Ruiz Massieu, ex-governatore dello stato di Guerrero e segretario generale del PRI, fu a sua volta assassinato a Città del Messico, furono eliminati così due dei più potenti leader del PRI. Alle elezioni di luglio fu eletto presidente Zedillo, diventando l’ultimo presidente eletto del PRI, terminando un dominio incontrastato durato 71 anni.
Il 18 novembre del 1994, otto mesi dopo la morte di Colosio, sua moglie Diana Laura Riojas, morirà per un tumore al pancreas.

## Cultura popolare
Nel 2012, è stata prodotto un film da Carlos Bolado. Il film s’intitola “Colosio: l’omicidio”, che ricostruisce le sequenze dell’attentato e le varie teorie cospirative al riguardo. Focalizzandosi sulle due indagini realizzate e descrivendo dettagliatamente le 15 persone correlate alle indagini che furono assassinate in seguito, così come la violenza generalizzata e i depistaggi. Colosio è interpretato dall’attore Enoc Leaño.
Nel 2019 Netflix, lancia la programmazione di due miniserie, una precedente ed una successiva all’attentato di Colosio, riunite sotto il titolo di Storia di un crimine: Il candidato. Colosio è interpretato dall’attore Jorge A. Jiménez.